# Sphalloplana mohri
Sphalloplana mohri är en plattmaskart. Sphalloplana mohri ingår i släktet Sphalloplana och familjen Planariidae. Inga underarter finns listade i Catalogue of Life.